# Yann Baillon
Pour les articles homonymes, voir Baillon.
Yann Baillon est un karatéka français, né le 29 mai 1978 à Orléans, surtout connu pour son titre de champion du monde individuel obtenu en kumite masculin moins de 80 kilos aux championnats du monde de karaté 2002 à Madrid, en Espagne. Il a également remporté de nombreuses autres médailles au terme de compétitions internationales.
carrière d’entraîneur et responsabilités fédérales :
Devenu entraîeur national en 2006, Yann Baillon joue un rôle clé dans le développement du karaté français de haut niveau. Il contribue notamment au record historique de médailles obtenu par la France lors des Championnats du monde de 2012 Ã  Paris-Bercy.
Il est particulièrement  reconnu pour avoir été l’entraîneur principal de plusieurs championnes du monde telles qu’Alexandra Recchia, Emily Thouy et Lolita Dona, toutes titrées sous sa direction. Grand spécialiste des équipes pendant de nombreuses anneées, il accompagne les collectifs tricolores lors de cinq finales mondiales consécutives , dont trois remportées, marquant une période  faste du karaté féminin  français.
Par la suite, il est nommé consécutivement, manager,  directeur des équipe de France puis directeur de la haute performance, poste à partir duquel il supervise notamment le parcours olympique de la délégation  Française à l’approche des Jeux.
En 2021, le directeur technique national (DTN) lui confie la reprise de l’équipe masculine jusque-là défaillante. Sous sa direction, celle-ci accède à deux finales européennes consécutives avec un le titre à la clé puis une médaille de bronze au mondiale de Budapest.
Fort de ce parcours, Yann Baillon se retire du coaching et de l’entraînement en étant nommé   directeur technique national de la fédération française de karaté et disciplines associées en septembre 2023, assumant la responsabilité de l’ensemble de la stratégie sportive et de développement du karaté français au niveau national et international.
Engagement politique
Lors des élections municipales de 2014 à Orléans, Yann Baillon figurait sur la liste “Orléans tout simplement”, conduite par Olivier Carré. Il occupait la 19e position sur cette liste, qui a remporté la majorité des sièges au conseil municipal. Cette élection a permis à Olivier Carré de devenir maire d’Orléans, succédant à Serge Grouard dont yann baillon était également un des principaux colistiers.
Cette participation témoigne de l’engagement de Yann Baillon dans les affaires publiques locales, en complément de ses responsabilités dans le domaine sportif.
vie privée : 
Yann Baillon est marié, père de 3 enfants, il réside toujours à Orléans, sa ville d’origine et de cœur.

## Palmarès
- 1998 : 
  -  Médaille d'or en kumite par équipe masculin aux championnats du monde de karaté 1998 à Rio de Janeiro, au Brésil[1].
  -  Médaille de bronze en kumite individuel masculin moins de 80 kilos aux championnats d'Europe de karaté 1998
- 1999 :  Médaille d'or en kumite par équipe masculin aux championnats d'Europe de karaté 1999[1].
- 2000 :
  -  Médaille d'or en kumite individuel masculin mi-lourds aux championnats d'Europe de karaté 2000[1].
  -  Médaille d'or en kumite par équipe masculin aux mêmes championnats[1].
  -  Médaille d'argent aux championnats du monde de karaté 2000 en kumite individuel masculin moins de 80 kilos à Munich, en Allemagne[2].
  -  Médaille d'or en kumite par équipe masculin aux mêmes championnats[1].
- 2001 : 
  -  Médaille d'or en kumite par équipe masculin aux championnats d'Europe de karaté 2001[1].
  -  Médaille de bronze en kumite individuel masculin moins de 80 kilos aux championnats d'Europe de karaté 2001
- 2002 :
  -  Médaille d'or en kumite par équipe masculin aux championnats d'Europe de karaté 2002[1].
  -  Médaille d'or en kumite individuel masculin moins de 80 kilos aux championnats du monde de karaté 2002 à Madrid, en Espagne[3].
- 2004 :
  -  Médaille de bronze en kumite individuel masculin moins de 80 kilos aux championnats du monde de karaté 2004 à Monterrey, au Mexique[4].
  -  Médaille d'or en kumite par équipe masculin aux mêmes championnats[1].
- 2006 :  Médaille de bronze en kumite individuel masculin plus de 80 kilos aux championnats du monde de karaté 2006 à Tampere, en Finlande[5].

## Référence
1. 1 2 3 4 5 6 7 8  « « Yann Baillon »(Archive.org • Wikiwix • Archive.is • Google • Que faire ?) », Sud-Ouest Karaté.
2. ↑  (en) « World Championship 2000 Results », Fédération mondiale de karaté.
3. ↑  (en) « World Championship 2002 Results », Fédération mondiale de karaté.
4. ↑  (en) « World Championship 2004 Results », Fédération mondiale de karaté.
5. ↑  (en) « World Championship 2006 Results », Fédération mondiale de karaté.